# Mathias de Leth
Mathias (de) Leth (17. september 1704 i København – 31. december 1783 på Sanderumgård) var en dansk godsejer og officer, far til Johan Frederik Leth.
Han var søn af etatsråd Niels Leth (død 1713). 20 år gammel blev Mathias Leth kornet ved i. jyske Rytterregiment, og allerede 1728 fik han tilladelse til at købe en plads som ritmester ved Schubarths (senere holstenske) Kyrasserer, hvor han 1738 forfremmedes til major, 1744 til oberstløjtnant, 1755 til oberst. Han omtales som en meget dygtig officer og anbefales varmt til regimentschef, men nåede aldrig at beklæde denne stilling. Derimod forfremmedes han 1765 til generalmajor og 1774 til generalløjtnant. Samme år blev han hvid ridder. Allerede 10. juni 1757 var han "paa Grund af sine egne og sine Forfædres Fortjenester" blevet optaget i den danske adel.
Leth blev gift 6. juli 1729 med Cathrine Hedevig (Brockenhuus) Løwenhielm (6. september 1708 – 4. marts 1792), datter af generalmajor Hans Brockenhuus-Løwenhielm til Vejrupgård og Sanderumgård, hvilken sidste ejendom Leth arvede, og hvor han døde 31. december 1783.